# Culper Ring
Le Culper Ring est un réseau d'espionnage géré par Benjamin Tallmadge, sous les ordres du général George Washington, à l'été de 1778, pendant l'occupation britannique de New York à l'apogée de la guerre d'indépendance des États-Unis.
Son nom provient des noms d'emprunt utilisés par deux de ses principaux membres, Samuel Culper, Sr. (Abraham Woodhull) et Samuel Culper, Jr. (Robert Townsend).

## But
La tâche du Culper Ring était d'envoyer des informations au général George Washington sur les activités des Britanniques à New York. Le réseau opérait principalement à New York, à Long Island et dans le Connecticut. Le Culper Ring a mené des opérations secrètes après la fin de la guerre d'Indépendance américaine, mais son apogée se situe entre 1778 et 1781.

## Établissement
Après la bataille de Monmouth à la fin de juin 1778, les forces britanniques du général Sir Henry Clinton se retirèrent à Sandy Hook, dans le New Jersey. De là, elles s'embarquèrent pour New York, qui était occupé depuis près de deux ans (depuis la défaite du général Washington à la bataille de Fort Washington en septembre 1776). Le général Washington était bien conscient de la nécessité d'un bon réseau d'espionnage de l'adversaire, et demanda à un de ses officiers, le major Benjamin Tallmadge, de recruter des agents à qui ils pouvaient faire confiance pour recueillir des informations sur New York.

## Secret
Le secret était si strict que Washington lui-même ne connaissait pas l'identité de tous les agents. Le grand public n'a pas connaissance de l'existence du Culper Ring avant les années 1930. L'identité de « Culper Junior » n'a été découverte qu'en 1939, avec la découverte d'un tronc avec de vieilles lettres dans la maison de famille Townsend. L'historien Morton Pennypacker a remarqué la ressemblance de l'écriture dans ces lettres et les lettres écrites par Robert Townsend dans la collection de George Washington. Parmi les techniques qu'ils utilisaient pour relayer les messages, il y avait des messages codés et on développa une méthode d'utilisation de l'encre sympathique. Elle permettait d'écrire entre les lignes de ce qui semblait être une lettre classique. Les femmes faisaient également partie intégrante du Culper Ring. Pourtant à cette époque, les femmes étaient censées partager les convictions de leurs maris et de ne pas être directement et ouvertement impliquées dans la politique. Et c'est pour cette raison, qu'elles n'étaient pas soupçonnées d'être des espionnes.

## Agent 355
Un de ceux qui auraient aidé le Culper Ring était un agent connu seulement comme le numéro « 355 », le code du groupe pour le mot « dame ». Certains historiens pensent qu'elle a été le seul membre du Culper Ring arrêtée par les Britanniques et pendue comme espionne. D'autres prétendent qu'elle était une prisonnière à bord du navire ponton britannique, Le Jersey , et qu'elle aurait donné naissance à l'enfant illégitime de Robert Townsend, si cette partie de l'histoire a été discréditée[Quoi ?]. Robert Townsend aurait été, après la mort de « 355 », père d'un enfant issu d'une autre femme.